# Maison de Galilée
La maison de Galilée est située à Florence (Italie), sur la Costa San Giorgio. Elle a racheté par l'astronome Galilée mais il n'y a cependant jamais vécu, sauf pour de très courts séjours. Elle fut principalement occupée par son fils Vincenzio et sa femme Sestilia Bocchineri.

## Histoire
Située dans le quartier Oltrarno, cette maison a été achetée par Galilée en 1634 et l'ancien propriétaire, Jacopo Zuccagni, n'a pas voulu reconnaître sa possession à Galilée avant les décisions du magistrat suprême. Elle a été construite au XIVe siècle, mais rebâtie dans les siècles suivants. 
Aujourd'hui, maison privée, elle apparaît avec une décoration peinte sur la façade dont un portrait du grand scientifique. 
En souvenir d'une visite que le grand-duc Ferdinand II aurait faite à Galilée dans cette maison, une plaque de marbre avec une inscription a été placée sur la façade, surmontée d'un médaillon avec le portrait en fresque de Galilée. En réalité, cette visite n'est pas documentée ; si cela s'est réellement passé, c'est à la Villa Il Gioiello à Arcetri, une résidence certainement plus propice à l'accueil du Grand-Duc, et où Galilée a vécu en résidence surveillée jusqu'à sa mort, cependant, par décret de l'Inquisition. 
Sur la façade arrière de la maison, se trouve un cadran solaire construit par l'astronome en 1620.